# Nəmirli (Ağsu)
Nəmirli è un comune dell'Azerbaigian situato nel distretto di Ağsu. Conta una popolazione di 445 abitanti.